# 李源 (知府)
李源，直隶蔚州人，清朝政治人物。
李源曾于1763年接替富绮任松江府知府一职，1764年由觉罗永会接任。